# Pa-ân-meniou
Pa-ân-meniou est chef des médecins de la cour d'Osorkon II. Il est le fils de Nes-Ptah et de Méhyt-en-Ouaoua. Il porte les titres de « père divin d'Amon », « père divin du bélier, seigneur de Mendès », « prophète de Ptah » et « grand chef des médecins de Haute et Basse-Égypte ».
Il est représenté par une statue cube qui, avant d'être acquise par le Musée du Louvre appartenait à Édouard des Courrières, un collectionneur de Tanger.